# (14632) Flensburg
(14632) Flensburg ist ein Asteroid des Hauptgürtels, der am 11. November 1998 von dem Amateurastronomen Norbert Ehring in Bornheim (Nordrhein-Westfalen) entdeckt wurde.
Der Asteroid mit der offiziellen IAU-Nummer 14632 weist einen Durchmesser von ca. sechs Kilometern auf und kreist – zusammen mit vielen anderen zum Teil noch unentdeckten Kleinplaneten – auf einer Umlaufbahn zwischen Mars und Jupiter um die Sonne. Benannt wurde der Himmelskörper am 13. Oktober 2000 nach der Geburtsstadt des Entdeckers Flensburg.

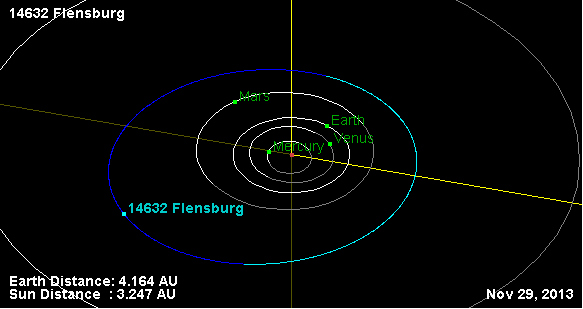
Orbit von 14632 Flensburg